# La Neuville-Housset
La Neuville-Housset ist eine französische Gemeinde mit 63 Einwohnern (Stand 1. Januar 2022) im Département Aisne in der Region Hauts-de-France (vor 2016 Picardie). Sie gehört zum Arrondissement Vervins, zum Kanton Marle und zum Gemeindeverband Thiérache du Centre.

## Geographie
Die Gemeinde La Neuville-Housset liegt im Westen der Landschaft Thiérache, 27 Kilometer nördlich von Laon. Auf dem Gemeindegebiet befinden sich zwei Windkraftanlagen als Teil eines interkommunalen Windparks. Nachbargemeinden von La Neuville-Housset sind Chevennes im Norden, Marfontaine im Nordosten, Berlancourt im Südosten, Marle im Süden, Châtillon-lès-Sons im Südwesten sowie Housset im Westen. Auf dem Gemeindegebiet .

## Bevölkerungsentwicklung
| Jahr      | 1962 | 1968 | 1975 | 1982 | 1990 | 1999 | 2006 | 2012 | 2022 |
| --------- | ---- | ---- | ---- | ---- | ---- | ---- | ---- | ---- | ---- |
| Einwohner | 120  | 95   | 62   | 66   | 63   | 50   | 61   | 62   | 63   |

## Sehenswürdigkeiten

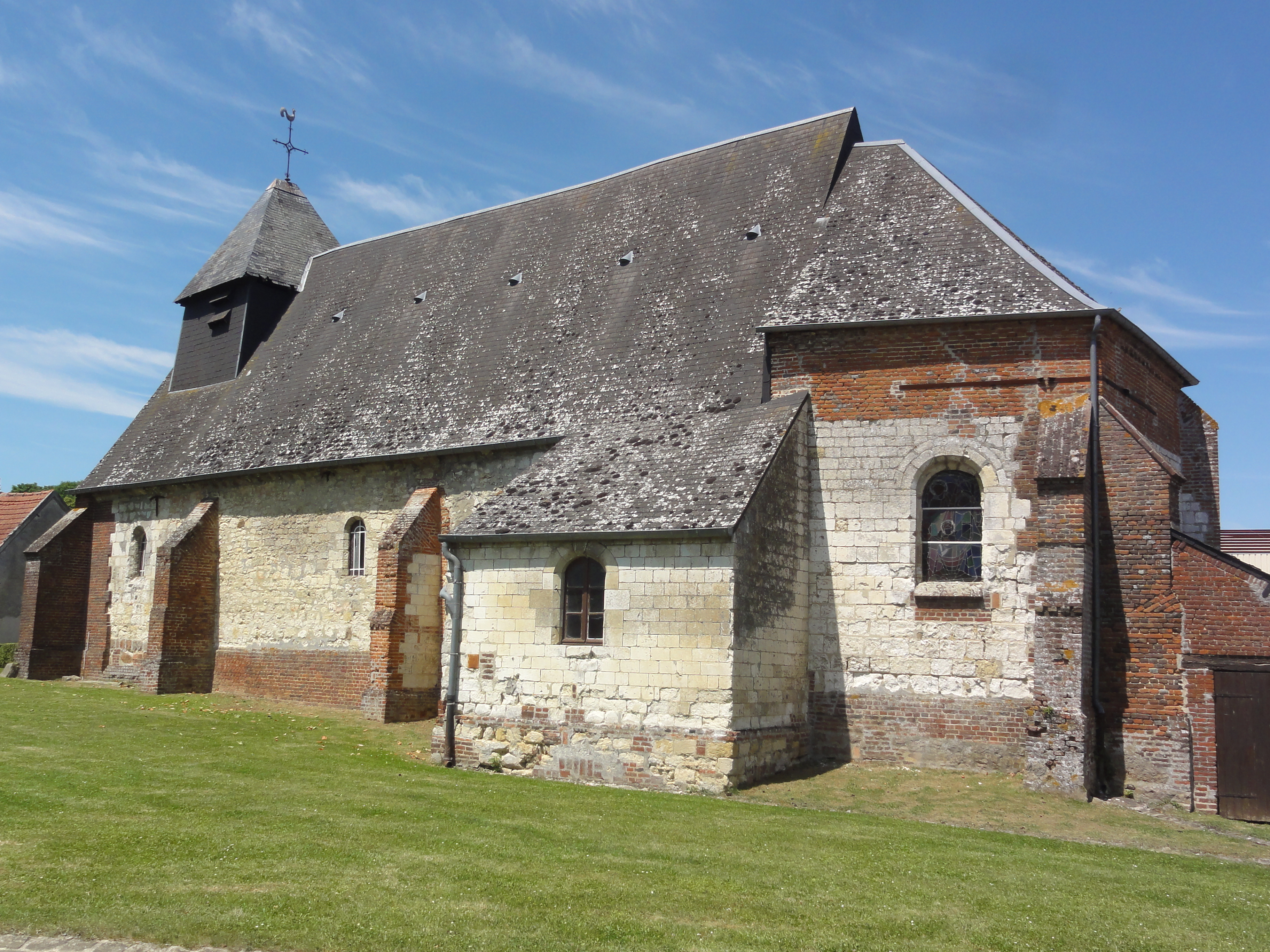
Kirche Saint-Nicolas
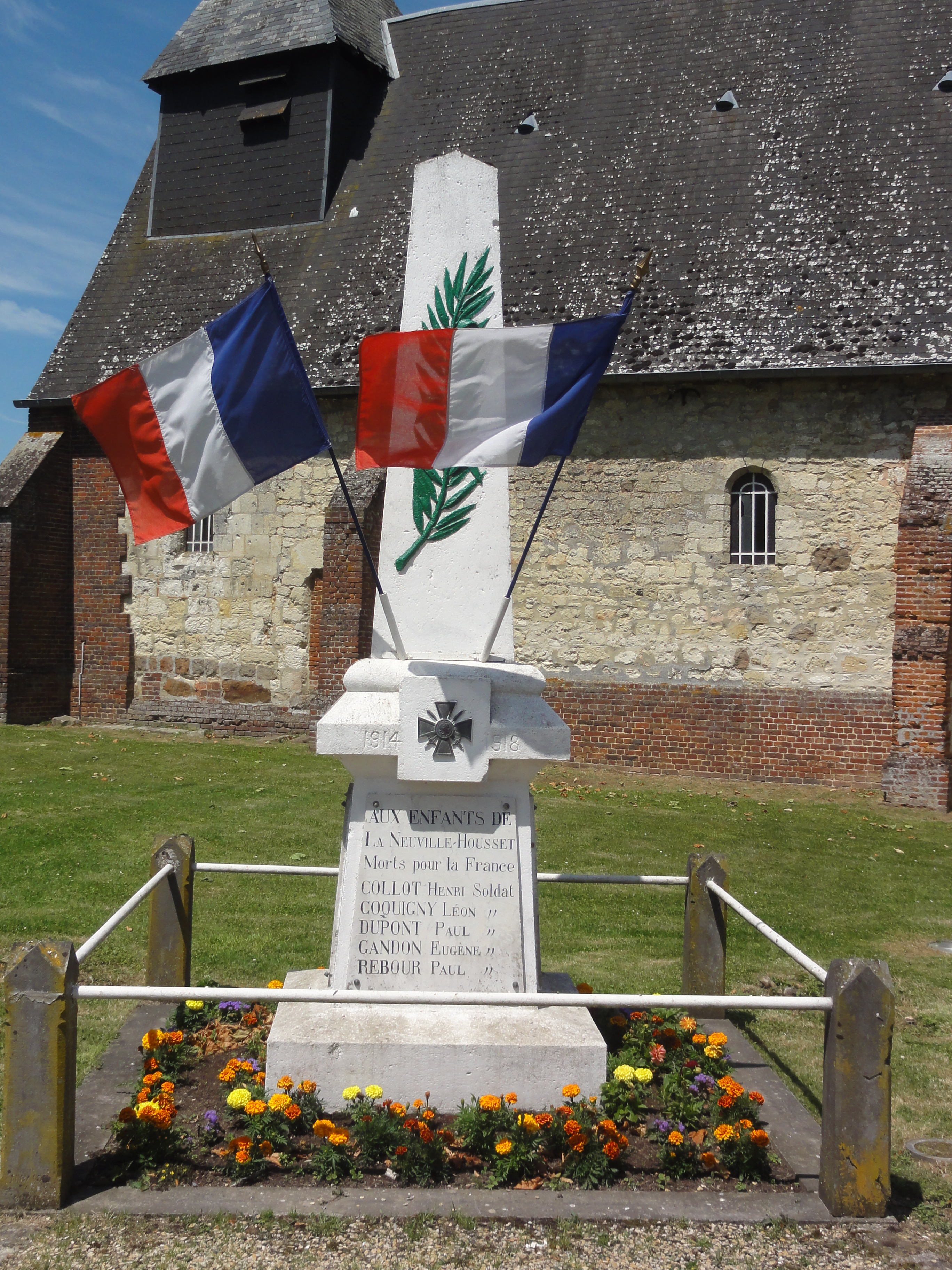
Gefallenendenkmal

- Kirche Saint-Nicolas
- Gefallenendenkmal